# Minamoto no Yoshiyasu
Minamoto no Yoshiyasu (源义康, , morreu em 7 de julho de 1157) também conhecido como Ashikaga Yoshiyasu ou Ashikaga Saburō era neto de Yoshiie, filho de Yoshikuni e irmão de Nitta Yoshishige .  

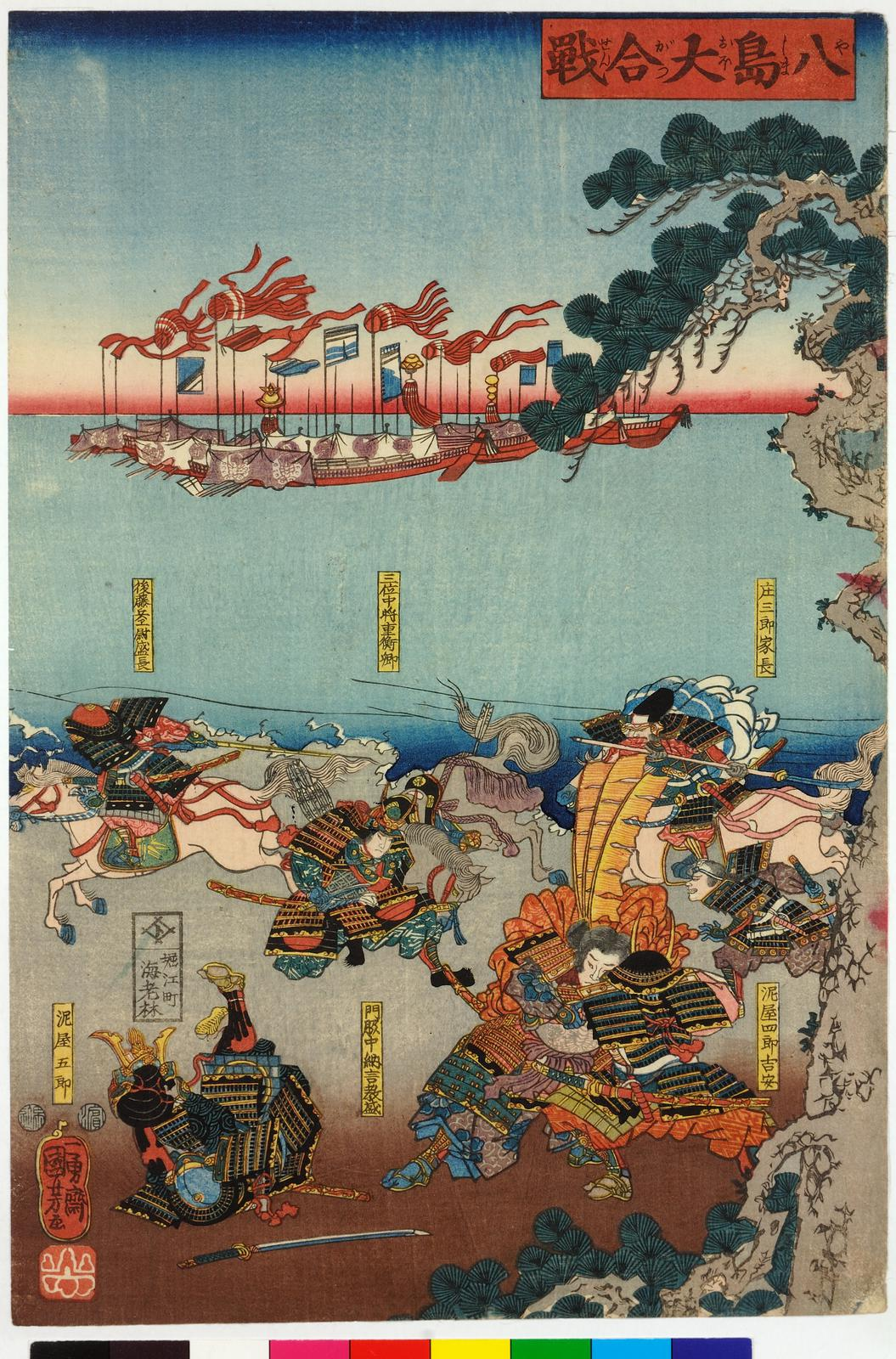
Uma batalha na costa com a frota Taira se aproximando de barco ao fundo; Kumagae Naozane e Taira no Atsumori (centro), travados em combate, caem de seus cavalos, e Matsudaira Norimori luta com Minamoto no Yoshiyasu (direita).

Yoshiyasu foi o fundador do ramo Ashikaga do Clã Minamoto. Foi um samurai que participou da Rebelião Hōgen (1156) em Kyoto apoiando as forças leais ao Imperador Go-Shirakawa contra as forças do ex-Imperador Sutoku e por seus serviços tornou-se governador da Província de Mutsu .